# Јован Кршић
Јован Кршић (Сарајево, 1898 – Сарајево, 1941) био је српски књижевни историчар и критичар. Једна је од најзначајнијих личности у књижевном и културном животу Сарајева између два рата, критичар широких интересовања. Пратио је књижевни живот у Србији, Хрватској и Словенији, и о томе написао низ осврта, чланака и коментара. Писао је о бројим страним књижевностима, посебно о чешкој и словачкој, о позоришном животу Сарајева, о сликарству и друштвено-политичким збивањима. Био је покретач и са мањим прекидима уредник "Прегледа" (1927–1941), око којег је окупљао многе напредне писце и културне раднике из цијеле Југославије.

## Биографија
Јован Кршић рођен је 1898. године у Сарајеву. У родном граду завршио је основну школу и гимназију, затим студирао на Филозофском факултету Карлова универзитета у Прагу, на групи словенске филологије, модерне књижевности и филозофије. На истом факултету 1923. године одбранио је докторску дисертацију на чешком језику са темом о модерној југословенској лирици послије 1900. године. Као студент, бавио се новинарским радом. Једно вријеме је предавао српскохрватски језик у Клубу модерних филолога у Прагу. Године 1924. вратио се у Сарајево, као студент предавао је у гимназији српскохрватски језик, књижевност, психологију и логику. Године 1928. и 1929. поново борави на студијском боравку у Чехословачкој (Праг, Брно, Братислава), гдје прикупивши грађу о утицајима српске народне пјесме на чешки романтизам, пише расправу о Добровском и српској народној пјесми. Године 1930, из политичких разлога, одбијена је молба Филозофског факултета у Београду да се Кршић постави за предавача на том факултету. До 1937. радио је као професор гимназије у Сарајеву. Године 1938. због учешћа у демонстрацијама поводом догађаја у Чехословачкој, одбијено је његово постављање за доцента Фолозофског факултета у Скопљу.